# RACE PCR
RACE PCR (od ang. rapid amplification of cDNA ends PCR), szybka amplifikacja końców cDNA – technika biologii molekularnej, odmiana łańcuchowej reakcji polimerazy (PCR), której celem jest poznanie dokładnej sekwencji jednego z końców RNA. W zależności od analizowanego końca stosowana jest metoda 3'RACE lub 5'RACE.

## 3'RACE
W technice 3'RACE wykorzystywany jest naturalnie występujący wśród wielu mRNA łańcuch poliA, do którego komplementarnie łączy się DNA mające na swoim końcu 3′ sekwencję poliT. Przyłączony fragment DNA jest następnie starterem dla reakcji odwrotnej transkrypcji. Następnym etapem jest dwukrotne przeprowadzenie PCR typu nested (pierwsza ze starterami zewnętrznymi, druga z wewnętrznymi). Dwukrotna reakcja ma na celu dokładniejszą eliminację niepożądanych sekwencji (jeden z końców występuje powszechnie w wielu różnych mRNA, a celem eksperymentu jest amplifikacja tylko jednego). Tak otrzymany produkt można poddać sekwencjonowaniu.